# Karl Henrik Andersson
Karl Henrik Andersson, född 3 september 1918 i Mannheim, Tyskland, död 23 januari 1998 i Stockholm, var en svensk diplomat.

## Biografi
Andersson var son till köpmannen Henrik Andersson och Maria Schamari. Han tog reservofficersexamen 1939, pol.mag. i Uppsala 1943 och blev attaché vid Utrikesdepartementet (UD) 1943. Andersson tjänstgjorde i Washington, D.C. 1944-1948, London 1948-1950, vid UD 1950-1955 och var förste sekreterare där 1953. Han var konsul i Casablanca 1955-1958, i Houston 1958-1963 och blev generalkonsul där 1963. Andersson var därefter ambassadör i Abidjan 1963-1967, i Wellington 1967-1969, i Jakarta, jämväl Manila 1969-1973 samt var generalkonsul i Chicago 1973-1976. Han tjänstgjorde vid UD 1976-1979 och var därefter ambassadör i Kinshasa 1979-1984.
Andersson var sakkunnig och ombud vid handelsförhandlingar. Andersson gifte sig för första gången 1950 med Evalyn Black (död 1974), dotter till William Black och Pearle Cotton. Han gifte sig andra gången 1976 med Dorothy Boden (född 1917), dotter till Linus Boden och Amanda Eklund. Andersson avled 1998 och gravsattes på Stambaugh Cemetery i Iron River, Michigan, USA.

## Utmärkelser
Anderssons utmärkelser:
- Kommendör av Nordstjärneorden, 6 juni 1970.[4]

- Riddare av Nordstjärneorden (RNO)
- Riddare av Danska Dannebrogorden (RDDO)
- Riddare av Isländska falkorden (RIslFO)